# Френкель Нафталій Аронович
Фре́нкель Нафта́лій Аро́нович (1883 , Стамбул  — 1960 , Москва )(рос. Нафталий Аронович Френкель) — знаний діяч ГПУ-НКВС СРСР, до Жовтневого перевороту 1917 року — відомий одеський мільйонер, комерсант та кримінальний авторитет, за радянських часів — в'язень Соловецького табору, пізніше — начальник будівництва Біломорсько-Балтійського каналу та Байкало-Амурської магістралі, перший керівник Головного управління таборів залізничного будівництва СРСР.

## Біографія
Народився 1883 року в Константинополі (Османська імперія), у родині османських євреїв. Батько Френкеля був службовцем. Згодом родина переїхала до Одеси.
Із 1898 року, у віці 15 років, почав працювати в херсонській будівельній компанії Гурфінкеля. 1900 року влаштувався на роботу на посаду виконроба в будівельну експортну фірму «Штейнер і Ко» у Миколаєві. Через два роки, за рахунок фірми, Френкеля відправили на навчання до будівельного технікуму містечка Кетен у Німеччині, де той навчався протягом 1902–1904 років.
Після закінчення технікуму молодий виконроб повернувся до Миколаєва і продовжив роботу на фірмі. Маючи сильні комерційні навички, Нафталій Френкель розробив для своїх господарів економічний проект, згідно з яким оренда складських приміщень була менш прибутковою, ніж будівництво власних, які, у разі потреби, можна було так само здавати в оренду і отримувати з цього прибуток. Однак через деякий час його викрили на підробці службових документів і звільнили. Утім, без роботи перспективний інженер довго не залишався і 1912 року влаштувався на роботу до великого миколаївського підприємця та землевласника Юрицина.

### Одеський мільйонер
Працюючи найманим працівником, Нафталій Френкель набирався досвіду та заощаджував гроші, а в 1904 році заснував у Одесі на паях контору, що торгувала деревом. Згодом його компаньйон утік за кордон, а у Френкеля лишилися гроші, що започаткували стрімкий розвиток його бізнесу. Підприємець монополізував переробку деревини і, завдяки спекуляціям, став мільйонером. На півдні Російської імперії за ним міцно закріпилося прізвисько «лісового короля Чорного моря». У роки Першої світової війни Френкелю вдалося укласти вдалі угоди з продажу зброї, що збільшило його статки.
Пізніше він, як справжній олігарх, підпорядкував собі засоби масової інформації: під його патронатом у Одесі виходила газета «Копейка», в якій він висміював конкуруючих комерсантів і повпредів, уміло сварячи їх між собою.

### Кримінальний авторитет

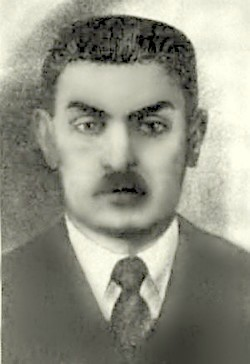
Мішка Япончик— легендарний одеський бандит

1917 року, коли влада змінилася, Френкель, щоб захистити свій бізнес, завів зв'язки з одеським криміналом. У 1918 році доля звела успішного підприємця з легендарним одеським бандитом, рекетиром та погромником Мішкою Япончиком.
Їхня перша зустріч відбулася в кафе «Фанконі». Япончик і Френкель відразу відчули взаємну симпатію: Япончику сподобалася «хватка» Френкеля, а підприємець одразу збагнув, що з допомогою авторитетного бандита зможе зробити немало, а головне — ліквідувати конкурентів. Однак комерсант трохи переоцінив свої можливості, бо Япончик був не з таких, хто б дозволяв на себе тиснути. Після тієї зустрічі Нафталій Френкель став членом угруповання і змушений був віддати Япончику частину власних акцій. Попри це дружба з рекетиром навчила Френкеля вести справи з розмахом, продумуючи все на декілька ходів наперед. Власне членство в банді його жодним чином не хвилювало, так само як і моральна сторона бізнесу.
Тим часом влада в місті змінювалася десятки разів, кожний новий уряд встановлював свої правила. Станом на 1919 рік Френкель втратив більшу частину своїх статків і повністю підкорився інтересам бандитської Молдаванки. У червні 1919 року Япончик, щоб врятувати свою численну банду від розгрому, прийшов у місцевий 3-й відділ ЧК з пропозицією сформувати зі свого криміналітету революційний загін Червоної Армії. Тоді був важкий час, на фронтах не вистачало людей, і ЧК дала згоду. У 54-й полк, який сформували шахраї, бандити та головорізи, потрапив і Френкель. У липні 1919 року полк вийшов на фронт, де брав участь у бойових діях проти армії УНР. Але вже восени 1919 року чекісти розстріляли Япончика, одеська банда розбіглася, а сам Френкель, втративши підтримку криміналітету, втік у Османську імперію.

### Повернення в Одесу та співпраця з більшовиками
1921 року Нафталій Френкель, проаналізувавши ситуацію, що склалася, не без участі спецслужб, повернувся в Одесу, де створив власну банду, що займалася рекетом та контрабандою. Паралельно Френкель створив пароплавну компанію. Під прикриттям приватної фірми його пароплави курсували по Чорному морю з контрабандним товаром — від капелюхів і шовкових панчіх — до дорогоцінних каменів. Також на Малій Арнаутській у Одесі він створив перші артілі, де шили модний одяг під маркою відомих європейських фірм. Товар реалізовувався через своїх людей у крамницях, ресторанах і готелях. Для прикриття свого контрабандного бізнесу в Москві Френкель витрачав значні кошти для підкупу впливових чиновників. Серед них був, зокрема, стрімкий кар'єрист, нарком Генріх Ягода, а пізніше найвпливовішим його покровителем став сам Лаврентій Берія. Загалом справи Френкеля йшли добре. Він був у курсі всіх змін у розстановці внутрішніх сил НКВС і спекулював на цьому так само уміло, як і на валюті. Із Москви енкаведисти постачали йому пачки грошей, а Френкель передавав їм валізи з золотом, закупленим за низькими цінами.
Через деякий час звістки про діяльність угруповання Френкеля дійшли до самого керівника ОДПУ Фелікса Дзержинського. За його наказом до Одеси виїхав член колегії ОДПУ Дерібас (нащадок одного із засновників міста — Хосе де Рібаса). Прибувши до міста з якнайширшими повноваженнями, Дерібас одразу ж дізнався про контрабандний трест Френкеля, і поки останній аналізував ситуацію, що склалася, і вираховував суму, якою може відкупитися від «московського гостя», Дерібас, оминаючи одеське відділення НКВС (де у Френкеля були свої люди), надсилав до Москви звіти, а з Москви отримував подальші інструкції.
Січневої ночі 1924 року до Одеси таємно прибув потяг із загоном московських чекістів, котрі заарештували усю верхівку одеської ЧК та усіх керівників тресту, включно з Нафталієм Френкелем.
14 січня 1924 року Колегія ОДПУ засудила Френкеля до смертної кари, але його дивом не стратили: в останню хвилину смертний вирок було замінено десятьма роками каторги в таборі особливого призначення на Соловках.

### Соловецький в'язень
У 1924 році, потрапивши на Соловки та давши хабара, колишній одеський комерсант очолив у таборі економічний відділ. З дозволу вищого керівництва, з ініціативи Френкеля, у таборі запрацювали майстерні з пошиття взуття, одягу, виробництва шахових дощок. Товари переправлялися в Москву і реалізовувались під дахом ОДПУ. Коли справа почала приносити прибуток, начальство стало прихильно ставитись до Френкеля. Праця репресованих виявилася новим економічним віянням. До цього табори використовувалися лише для ізоляції «ворогів народу», ніякої праці не передбачалося. У більшості випадків «зеків» просто доводили до смерті. Френкель зауважив нераціональне використання праці в'язнів і запропонував використовувати їх на лісорозробках, де щоденно помирало кілька десятків чоловік, яких ховали в ямах.
Приблизно в цей самий час один із пароплавів «завіз» до табору сипнотифозну вошу, яка швидко спричинила лихо: у таборі почали масово гинути люди. Боячись епідемії, табірне начальство звернулось в управління таборів дати дозвіл на термінову побудову лазні. Нафталій Френкель підготував проект найбільшої лазні і запропонував збудувати її за 24 години. Для цього він попросив дозволу в табірного керівництва виділити йому 30 міцних матросів та 20 немічних старих та інвалідів, гарячу їжу і спирт.
Коли Френкель вивів людей на будмайданчик, надворі був сильний вітер та мороз нижче −25°. Розділивши їх на дві шеренги — матросів у одну, а старих у іншу — Нафталій Френкель виголосив промову:
|  | За 24 години ми тут маємо збудувати лазню. Якщо не встигнемо, то і вас, і мене, і їх розстріляють під однією стіною. Гарячу та м'ясну їжу привезуть сюди. Я також віддав наказ, буде і по склянці спирту. А тепер починаємо! |

Психологічний прийом Френкеля успішно спрацював: усвідомлюючи, що від них залежать не лише їхні життя, а й життя старих, матроси працювали наполегливіше, ніж будь-коли до цього. Будівництвом Френкель керував професійно: зведення лазні закінчили на 3 години раніше.

### Творець «таборів нового типу»
Той день став для Нафталія Френкеля початком стрімкої кар'єри, а для Соловецького табору — початком нової епохи. Начальство наказало видати всім іще по склянці спирту, а Френкеля попросили зайти «для серйозної розмови». Здібний в'язень почав подовгу засиджуватися у начальства. У травні 1926 року, за клопотанням начальника Управління Соловецьких таборів, термін ув'язнення Френкелю скоротили вдвічі, а незабаром, 1927 року, його достроково звільнили, запропонувавши залишитися вільнонайманим на Соловках — начальником виробничого відділу управління Соловецького табору особливого призначення ОДПУ. Табірне начальство повідомило в Москву про проекти Френкеля, пов'язані зі створенням таборів нового типу. Він переконав усіх, що система таборів може стати джерелом надходжень у казну значних грошових прибутків, і якщо раніше не знали, що робити з засудженими, то тепер їх катастрофічно не вистачало. У Москву летіли прохання присилати нові партії репресованих.
На той час[коли?] Френкель встиг написати 12 листів Сталіну, після чого за ним спеціально прислали літака та відвезли до Москви, де відбулася 4-годинна розмова з «вождем народів». У 1929 році Нафталію Френкелю запропонували очолити в Москві виробниче представництво всіх таборів ГУЛАГу ОДПУ СРСР та виділили дачу під Москвою і автомобіль «ЗІС-101».[джерело?] Тоді відпрацьовувалася схема утримування засуджених у таборах і їх «виправлення через працю». Френкель запропоновував використовувати дешеву працю репресованих на великих народногосподарських будовах та отримав дозвіл на проведення експерименту під назвою «госпрозрахунок»: в'язні ГУЛАГу почали рубати ліс, зводити міста, прокладати залізницю. Праця ув'язнених остаточно перетворилася в джерело надходження величезних прибутків. З того часу табори почали називати виправно-трудовими.

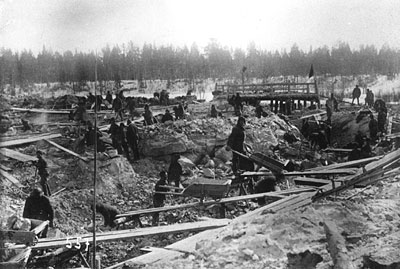
Спорудження Біломорканалу

У 1930 році Нафталій Френкель керував будівництвом виправно-трудового табору в Республіці Комі.
Тим часом влада Йосипа Сталіна в країні міцніла, і вождю потрібні були трудові перемоги. У 1931 році він наказав за 20 місяців збудувати канал завдовжки 227 км, з'єднавши Біле море і Онезьке озеро. Начальником будівництва каналу призначили Нафталія Френкеля. Сотні тисяч «зеків» було кинуто на спорудження будови соціалізму. Їх знаряддями праці були тачка, лопата, кувалда, сокира і дерев'яний журавель для переміщення валунів. 
На будівництві Біломорканалу працювало до 100 тисяч в'язнів. Інколи смертність досягала 700 чоловік на добу, проте загальна кількість в'язнів не зменшувалась: на будівництво щоденно привозили поповнення.
Навесні 1933 року нарком Ягода рапортував Сталіну про готовність каналу до призначеної дати відкриття. І хоч канал не знайшов свого судноплавного застосування (в умовах Півночі канал глибиною в п'ять метрів знаходився під кригою сім місяців упродовж року), за участь у будівництві Нафталія Френкеля нагородили першим орденом Леніна, а у пам'ятній книзі 1934 року «Біломорсько-Балтійський канал імені Сталіна» про нього написали так:
|  | Людина великих амбіцій та гордості, він вважає, що головне для начальника — це влада, абсолютна, непохитна, нероздільна. Якщо для влади необхідно, щоб тебе боялися — хай бояться. |

### Партійний функціонер
Після XVII з'їзду ВКП(б), 28 серпня 1933 року Нафталія Френкеля призначили начальником робіт Байкало-Амурської магістралі. Спеціально для будівництва створили новий табір для репресованих БАМлаГ, зона якого простяглася від Чити до Хабаровська. У відправну точку БАМу виселок Свободний Френкель прибув у спецвагоні, оздобленому розкішними меблями. Начальник постійно жив у вагоні, несподівано наскакуючи то на один будмайданчик, то на інший.
Під звуки оркестру колишній в'язень особисто приймав партії репресованих. Усіх прибулих ставили на коліна в сніг і рахували по головах, а потім гнали в ліс робити просіки для майбутньої залізниці. Начальник будівництва мав у розпорядженні великі суми грошей. Частину він направляв на підкупи ГУЛАГівського начальства, а більша частина використовувалася на утримання в'язнів. Частину грошей, як економію, Френкель відсилав у казну.
У 1937 році масові репресії та чистки у військах та вищому керівництві СРСР досягли апогею, але Нафталія Френкеля знову не зачепили. Його врятували бездоганна репутація господарника і підтримка Берії. У 1938 році він очолює залізничний ГУЛАГ, створений за його пропозицією. На контору Френкеля посипались замовлення: будівництво залізничних трас біля Волги, біля кордонів з Іраном та інші. За нові досягнення Френкеля нагородили другим орденом Леніна.

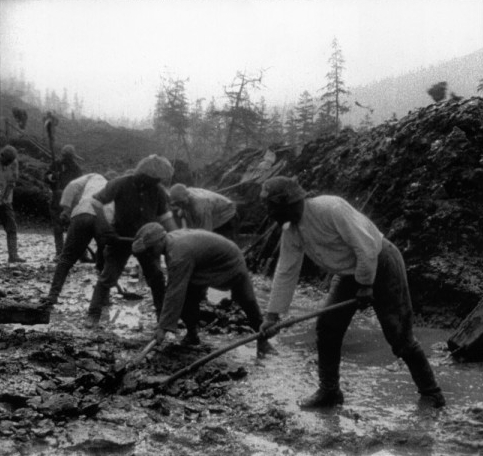
Будівництво БАМу

З початком війни відомство Нафталія Френкеля кинули на будівництво прифронтових рокадних доріг. Під час оборони Сталінграда з його наказу зеки розібрали залізничну колію БАМ — Тинда і перекинули рейки на оборону приволзького міста: робота була виконана в найкоротші строки (так звана Волзька рокада). У 1943 році генерал-лейтенанта інженерно-технічної служби НКВС Нафталія Ароновича Френкеля нагороджують третім орденом Леніна.
У 1947 році, інтуїтивно відчувши початок «єврейської справи», почесний орденоносець Френкель подав прохання про відставку у зв'язку зі станом здоров'я. 28 квітня того ж року його з почестями відправили на пенсію, а більшість його соратників та сподвижників єврейської національності приблизно за рік були арештовані та засуджені на великі терміни ув'язнення.
Помер Нафталій Френкель 1960 року в Москві у віці 77 років.

## Звання
- Дивізійний інтендант (28 квітня 1937 року)
- Корпусний інтендант (28 березня 1939 року)
- Генерал-майор інженерно-технічної служби (23 лютого 1943 року)
- Генерал-лейтенант інженерно-технічної служби (29 жовтня 1943 року)

## Нагороди
Тричі нагороджений орденом Леніна (1933 рік; 22 липня 1940 року; 16 вересня 1943 року).

## Фільми
Легенди бандитської Одеси.:серія "Бандит, придумавший ГУЛАГ".